# Branislav Niňaj
Branislav Niňaj, né le 17 mai 1994 à Bratislava, est un footballeur slovaque. Il occupe actuellement le poste de défenseur au Sepsi OSK.

## Palmarès
- Avec le Slovan Bratislava
  - Champion de Slovaquie en 2013 et 2014
  - Vainqueur de la Coupe de Slovaquie en 2013
  - Vainqueur de la Supercoupe de Slovaquie en 2014